# Dusičnan měďnatý
Dusičnan měďnatý je měďnatá sůl kyseliny dusičné se vzorcem Cu(NO3)2. Tato modrá hygroskopická látka je velice rozpustná ve vodě, podobně jako ostatní dusičnany.

## Výroba
Rozpouštění mědi v zředěné (první rovnice) a koncentrované (druhá rovnice) kyselině dusičné:
{\displaystyle {\mathsf {3\,Cu+8\,HNO_{3}\ \to \ 3\,Cu(NO_{3})_{2}+4\,H_{2}O+2\,NO}}}
Měď reaguje s kyselinou dusičnou za vzniku dusičnanu měďnatého, vody a oxidu dusnatého.
{\displaystyle {\mathsf {Cu+4\,HNO_{3}\ \to \ Cu(NO_{3})_{2}+2\,H_{2}O+2\,NO_{2}}}}
Měď reaguje s kyselinou dusičnou za vzniku dusičnanu měďnatého, vody a oxidu dusičitého.
Podle Beketovovy řady kovů běžné kyseliny nereagují s mědí a dalšími tzv. ušlechtilými kovy. U kyseliny dusičné (a jiných oxidujících kyselin) dochází k redukci části kyseliny za současné oxidace ušlechtilého kovu na kation a při reakci tak nevzniká vodík:
{\displaystyle {\mathsf {2\,NO_{3}^{-}+4\,H^{+}+Cu\ \to \ Cu^{2+}+2\,NO_{2}+2\,H_{2}O}}}
{\displaystyle {\mathsf {Cu^{2+}+HNO_{3}\ \to \ Cu(NO_{3})_{2}+2\,H^{+}}}}
Dusičnan měďnatý lze vyrábět i jinak, než rozpouštěním mědi v kyselině dusičné. Jedna z možností je například vyredukování stříbra z dusičnanu stříbrného (stříbro je ušlechtilejší kov než měď), za současného rozpuštění mědi na měďnatou sůl.
{\displaystyle {\mathsf {Cu+2\,AgNO_{3}\ \to \ 2\,Ag+Cu(NO_{3})_{2}}}}
Levnější metoda je reakce síranu měďnatého s dusičnanem vápenatým, kde vzniká rozpustný dusičnan měďnatý a nerozpustný síran vápenatý, který je možné oddělit filtrací.
{\displaystyle {\mathsf {CuSO_{4}+Ca(NO_{3})_{2}\ \to \ Cu(NO_{3})_{2}+CaSO_{4}}}}

## Reakce
Při zahřívání dochází k rozpadu podle rovnice:
{\displaystyle {\mathsf {2\,Cu(NO_{3})_{2}\ {\xrightarrow {t}}\ 2\,CuO+4\,NO_{2}+O_{2}}}}
Dochází k rozpadu na oxid měďnatý, oxid dusičitý a kyslík, proto je stejně jako další dusičnany dobré oxidační činidlo.
Může probíhat reakce s dalšími kovy, které mají zápornější elektrodový potenciál. Reakce probíhá velice jednoduše (jako příklad uveďme zinek)
{\displaystyle {\mathsf {Cu(NO_{3})_{2}+Zn\ \to \ Cu+Zn(NO_{3})_{2}}}}

## Bezpečnost
Díky mědi v molekule sráží bílkoviny, enzymy a způsobuje rozpad hemoglobinu, podobně jako síran měďnatý. Při požití dochází k akutní otravě mědí.